# Marianne Philipsprijs
Le Marianne Philipsprijs est un prix littéraire néerlandais.

## Histoire
Le prix Marianne Philips a été créé en 1951 par Sam Goudeket (nl), veuf de Marianne Philips (nl) (1886-1951) et décerné pour la dernière fois en 1975.

## Récipiendaires
- 1975 - Aya Zikken (de)[2]
- 1974 - Joop Waasdorp (nl)[3]
- 1973 - Albert Alberts[4]
- 1972 - Alfred Kossmann (en)[5]
- 1971 - Sjoerd Leiker (nl)[6]
- 1970 - Gabriël Smit (nl)
- 1969 - Chr.J. van Geel (nl)[7]
- 1968 - Maurits Mok (nl)[8]
- 1967 - Ida Gerhardt (nl)[9]
- 1966 - J. C. J. van Schagen (nl) [10]
- 1965 - Barend Roest Crollius (nl)[11]
- 1964 - Catharine van der Linden[12]
- 1963 - Evert Straat[13]
- 1962 - Beb Vuyk (en)[14]
- 1961 - C.J. Kelk (nl)[15]
- 1960 - Jef Last (en)[16]
- 1959 - Reinder Blijstra[17]
- 1958 - Nico Rost (de)[18]
- 1957 - Jac. van Hattum (nl)
- 1956 - Belcampo[19]
- 1955 - Maurits Dekker[20]
- 1954 - Nescio[21]
- 1953 - Dirk Coster[22]
- 1952 - Til Brugman[23]
- 1951 - Constant van Wessem (nl)[24]